# Nagari-Schrift
Die Nāgarī-Schrift ist der Vorgänger des Devanagari und anderer Schriften und wurde zunächst nur zum Schreiben des Sanskrit verwendet.
Die Nāgarī-Schrift kam um das 8. Jh. n. Chr. im Alten Indien als östliche Variante der Gupta-Schrift auf (deren westliche Variante das Śāradā ist). Aus ihr entwickelten sich später verschiedene Schriften, z. B. das Devanagari, die Ost-Nagari-Schrift und das Nandinagari. Außerdem beeinflusste die Nāgarī-Schrift auch die Entwicklung der vom Śāradā abgeleiteten Gurmukhī-Schrift.